# Per-Olof Östrand
Per-Olof Östrand (n. 13 iunie 1930, Hofors, Comitatul Gävleborg, Suedia – d. 26 octombrie 1980, Skärholmen⁠(d), Comitatul Stockholm, Suedia) a fost un înotător ce a reprezentat Suedia, medaliat olimpic. A participat la 3 ediții ale Jocurilor Olimpice (1948, 1952, 1956) în care a câștigat o medalie de bronz.